# アブデルマジド・テブン
アブデルマジド・テブン（アラビア語: عبد المجيد تبون, ラテン文字転写: Abdelmadjid Tebboune, 1945年11月17日 - ）はアルジェリアの政治家。現在、同国大統領（第6代）。2017年5月25日から同8月15日まで首相を務めた。上級公務員を経て民族解放戦線 (FLN) の党員になった。
氏名は正則アラビア語式にアブドゥルマジード・タブーンとも表記される。

## 来歴
1945年11月17日、アルジェリアのナーマ県メシェリアに生まれる。1965年に国立行政学院 (ENA) を卒業。
第1次ゴザリ内閣で地方公共団体代表大臣、ベンビトゥール内閣では通信文化大臣、第1次ベンフリス内閣で再び地方公共団体代表大臣、第1次から第4次セラル内閣において住宅・都市計画大臣、暫定通商大臣歴任の後、2017年に首相となる。
2019年12月12日のアブデルアジズ・ブーテフリカ大統領の辞任に伴う大統領選挙で当選し、同年12月19日に大統領に就任した。選挙では軍部などの支配階級との決別を訴えたが、政府と軍部の親密な関係は当選後も続いた。2024年3月21日には同年12月に想定されていた大統領選挙を3カ月早め、同年9月7日に執行することを発表した。その理由や自身の再選出馬有無については説明しなかったものの、自らの選挙を有利に進めるためとも見做され、野党からは批判の声があがった。野党がボイコットの動きを見せ、テブンの他に選挙管理委員会に立候補が認められた候補は2人にとどまったほか、政権の体制強化が進められ国民の選挙に対する関心が薄れたこともあり、選挙の前からテブンの再選は確実視されていた。投開票の結果、得票率84.3％で再選。